# كارمن دنكان
كارمن دنكان (بالإنجليزية: Carmen Duncan)‏ هي ممثلة أسترالية، ولدت في 7 يوليو 1942 بكوما في أستراليا.

## أعمال

### مسلسلات
- عالم آخر

## وصلات خارجية
- كارمن دنكان على موقع IMDb (الإنجليزية)
- كارمن دنكان على موقع قاعدة بيانات الفيلم (الإنجليزية)